# Lada Nakonetschna
Lada Nakonetschna (ukrainisch Лада Наконечна, englisch Lada Nakonechna; geb. 1981 in Dnipropetrowsk, Sowjetunion) ist eine ukrainische Bildhauerin, Grafikerin und Performance-Künstlerin. Ihre Werke werden international in Gruppen- und Einzelausstellungen gezeigt.

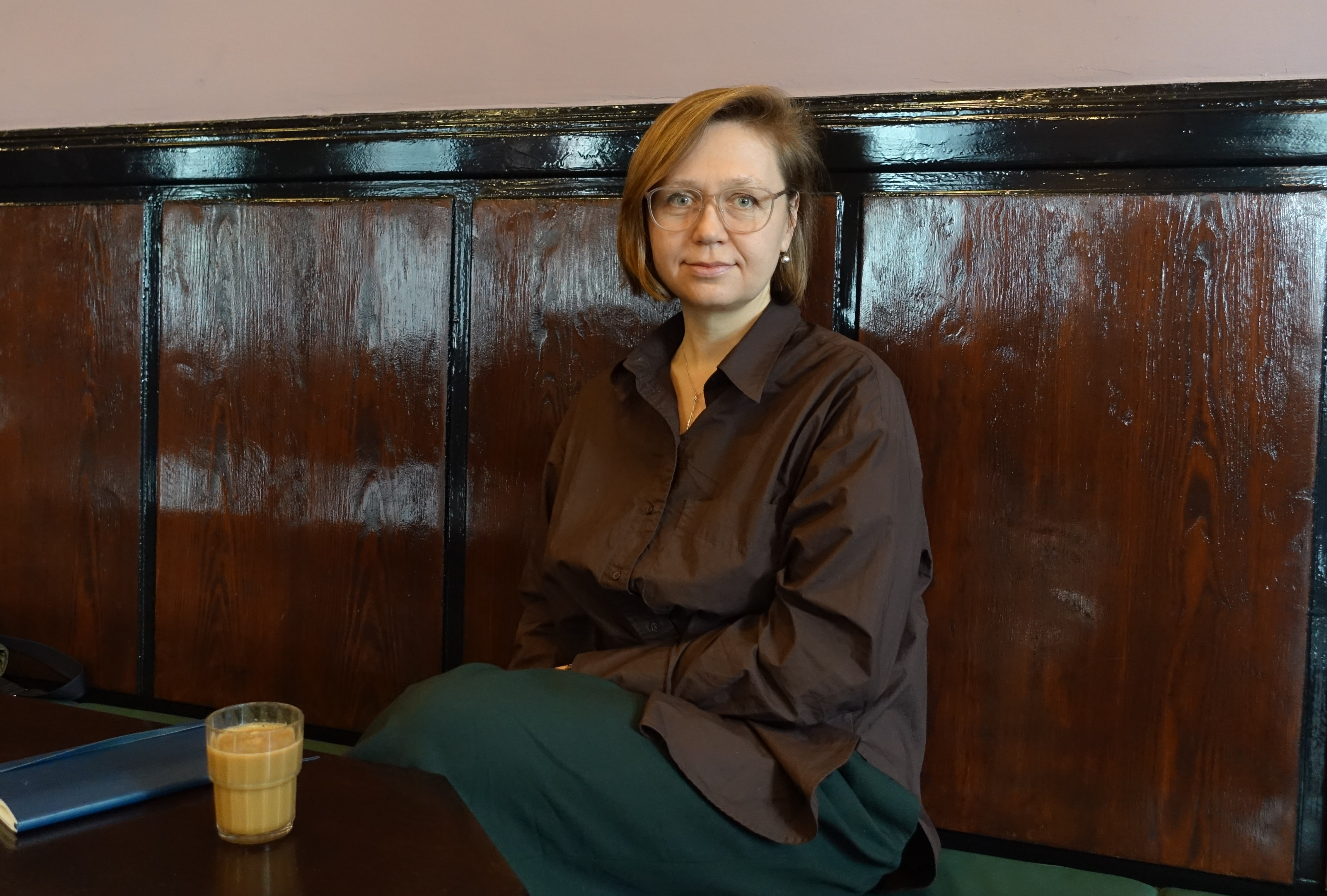
Lada Nakonetschna (2023)

## Werdegang
Nakonetschna besuchte von 1996 bis 2000 die staatliche Kunsthochschule in Dnipro. Im Anschluss studierte sie bis 2009 an der Nationalen Akademie der Bildenden Künste und Architektur in Kiew. Nach dem Studium blieb Nakonetschna in Kiew, wo sie auch ihren Mann kennenlernte.

### Revolution Experimental Space

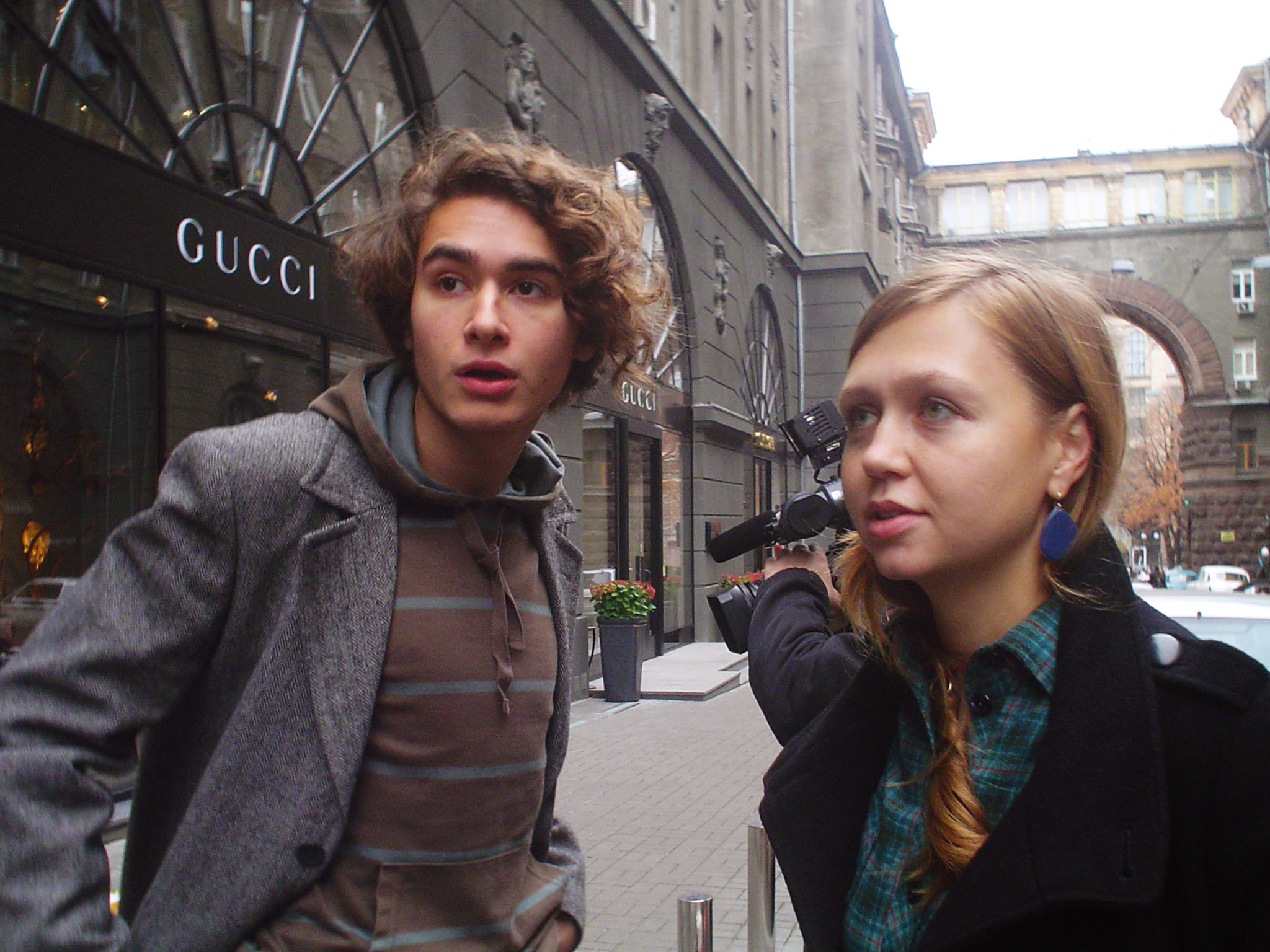
Lada Nakonetschna (rechts) mit Nikita Kadan, „Red Carpet“ in Kiew 2007

Nakonetschna ist seit 2005 Mitglied der ukrainischen Künstlergruppe R.E.P. (Revolution Experimental Space), die sich im Jahr 2004 während der Orangenen Revolution gründete. Die Gruppe bestand ursprünglich aus zwanzig Künstlern. R.E.P. realisierte Ausstellungen, kritische Kunstaktionen und weitere Projekte im öffentlichen Raum. Ab 2006 blieben, neben Nakonetschna, noch Schanna Kadyrowa, Wolodymyr Kusnezow, Nikita Kadan, Ksenija Hnylyzka und Anatolij Below dabei. Die R.E.P. führte zunächst Performances auf, sogenannte „Interventions“. Später begannen die Künstler damit, sich politischen und gesellschaftlichen Themen zuzuwenden. R.E.P. arbeitete zur Arbeitsmigration, der Kultur in der Post-Sowjetära, und den zunehmenden Einflüssen Europas. So erläuterte der im Jahr 2008 produzierte Kurzfilm Super Proposition, der sich vorgeblich an polnische Arbeitgeber wandte, die „Vorteile“ der Anstellung von illegalen ukrainischen Wanderarbeitern. Der im Stil eines Werbeclips gehaltene Film benannte hierbei die fehlende Sozialversicherung, ungenügenden rechtlichen Schutz und niedrigen Arbeitslohn.

### Weitere Aktivitäten

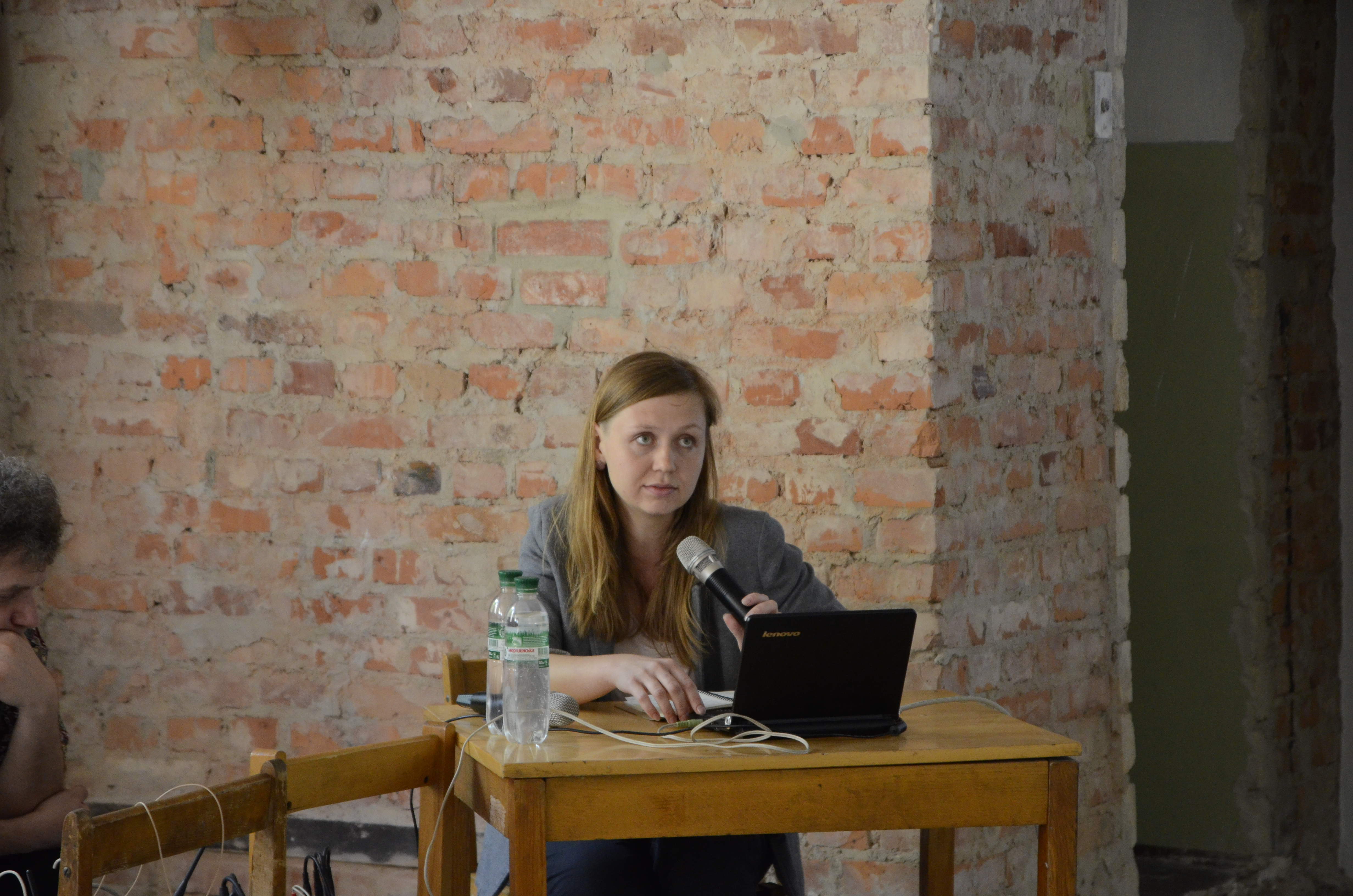
Lada Nakonetschna (2012)

Nakonetschna war im Jahr 2008 an der Gründung von Hudrada (auch „Chudrada“), einer selbstorganisierten Gemeinschaft verschiedener Künstler, beteiligt. Die Hudrada versteht sich als eine experimentelle Plattform für die Zusammenarbeit mehrerer künstlerischer Disziplinen – dazu gehören, neben bildenden Künstlern, auch Architekten, Kritiker und Schriftsteller.
Im Jahr 2015 war Nakonetschna Mitbegründerin des Method Fund. Diese unabhängige Kulturorganisation ist als selbstlernendes Projekt konzipiert und widmet sich der Suche nach Möglichkeiten, Kunst an bestimmten Standorten zu etablieren. Im Fokus stehen kollaborative Ansätze und die Unterstützung junger Künstler an ihren jeweiligen Wohnorten. Nakonetschna verantwortet als Kuratorin das Bildungs- und Kursangebot der Organisation mit.

### Flucht nach Deutschland
Mit einem Stipendium am Leipziger International Art Programme trat Nakonetschna ab 2008 verstärkt international in Erscheinung. Auf dem Odeonsplatz in München realisierte sie in 2009 die Kunstaktion Roter Teppich Theatrinerstraße. Damit griff Nakonetschna eine Aktion auf, die sie bereits im Jahr 2007 unter dem Titel "Red Carpet" in Kiew realisiert hatte. Im selben Jahr erhielt sie ein Stipendium am Künstlerhaus Villa Waldberta. Es folgten zahlreiche Ausstellungen in Deutschland – oft in Leipzig, der Partnerstadt Kiews – und weitere Stipendien und Aufenthalte als Artist in Residence. Seit 2016 ist Nakonetschna im Editorial Board des online-Kunstmagazins Prostory. Im Februar 2022 floh Nakonetschna vor dem Russischen Überfall auf die Ukraine zunächst nach Lemberg, dann schließlich nach Leipzig. Im selben Jahr wurde sie Gastdozentin an der Hochschule für bildende Künste (HfbK) in Hamburg.

## Künstlerischer Ansatz und Stil

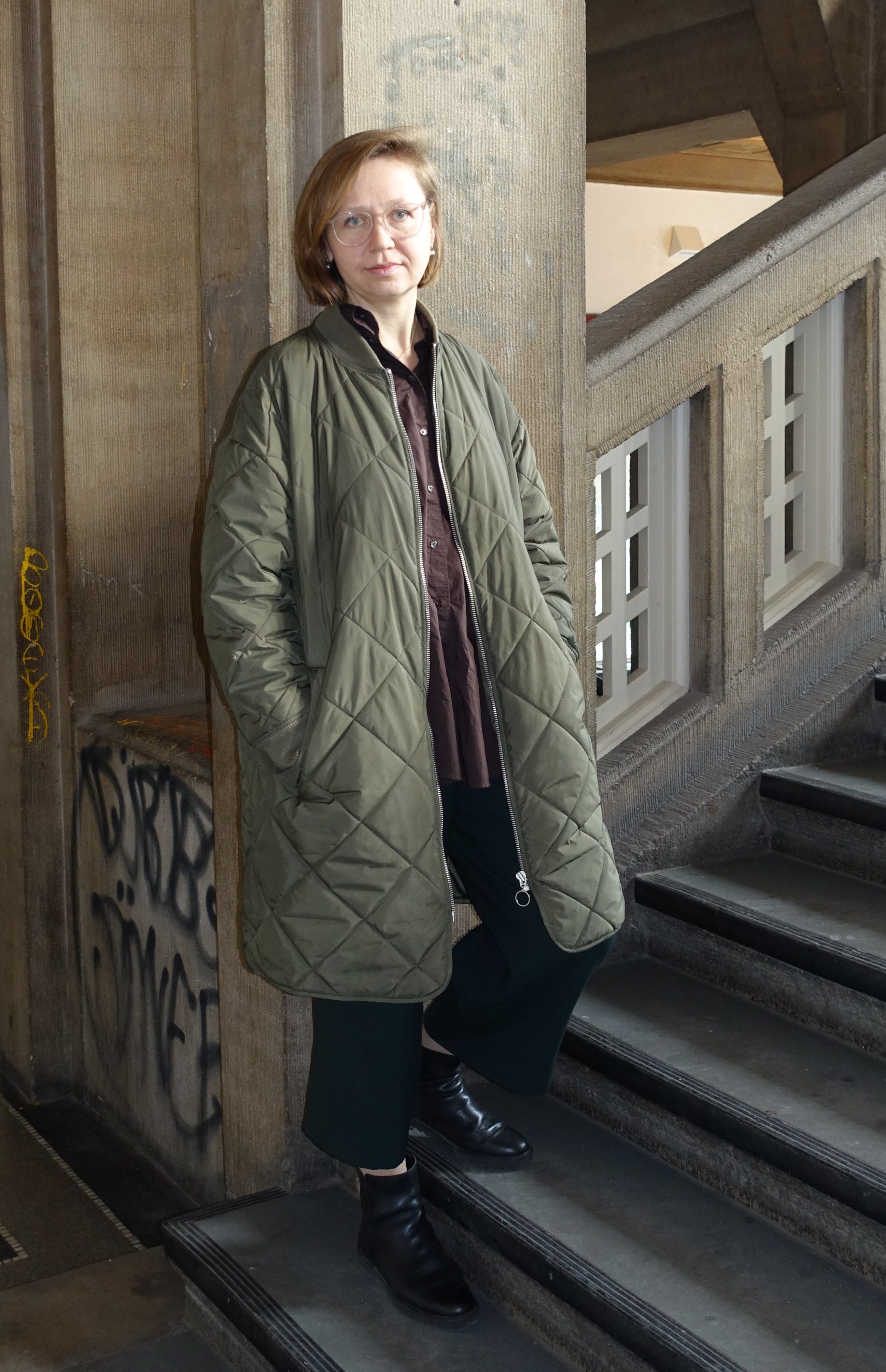
Lada Nakonetschna in der HfbK in Hamburg 2023

Nakonetschna lässt sich für ihre Kunstwerke unter anderem von Reportagen und deren illustrierenden Fotografien inspirieren. Ihr Werk umfasst Grafiken, Videos, Fotos und Installationen. Sie kalkuliert dabei ganz bewusst die Vergänglichkeit ihrer Werke in ihr künstlerisches Konzept mit ein. So beispielsweise bei einem 100 m² großem Wandgemälde in der Bibliothek der Universität Leipzig, das teilweise von Regalen verdeckt ist. Die Erstellung des Bildes nahm drei Monate in Anspruch. Nakonetschna arbeitete daran bewusst während der Öffnungszeiten und entsprechend in Anwesenheit der Bibliotheksnutzer. Das Bild wurde von Nakonetschna mit einem Bleistift der Stärke 6H gemalt und könnte jederzeit ausradiert werden. Nach Nakonetschnas Auffassung sollte Kunst nur so lange existieren, wie Bedarf danach besteht. Einen solchen Bedarf versucht Nakonetschna entsprechend mit ihren Werken beim Betrachter zu erzeugen. Ihre hierbei wirksamen künstlerischen Mittel sind die Schaffung von Raum und das Nutzen der Kunst als Rahmen für die eigene Auffassung von der Welt. Mit ihren im Jahr 2017 auf Einladung der Hamburger Griffelkunst-Vereinigung entstandenen Lithographien Corpus und Carcass fordert Nakonetschna beispielsweise den Betrachter unmittelbar auf, selbst zum Teil zum Kunstwerk beizutragen. Die abgebildeten zerstörten Gebäudekomplexe sind als Umrisse ausgestaltet und sollen dazu einladen, die Flächen selbst mit Buntstiften auszumalen. Nakonetschna spielt mit diesen Arbeiten auf die 
russischen Bombenangriffe auf die Ukraine im Jahr 2014 an.
Sowohl in ihrer künstlerischen Arbeit als auch in ihrer publizistischen Tätigkeit und ihrem Engagement stellt Nakonetschna immer wieder einen Bezug zur Ukraine her. Ihrer Ansicht nach entwickelt sich die moderne ukrainische Kunst in erster Linie auf Basis der Aktivitäten von Kollektiven, einzelner Gruppen und Gemeinschaften, sowie Graswurzelbewegungen. Aktuell greift Nakonetschka in ihrer Kunst – inspiriert durch Archivfunde – auf stilistische Elemente aus der Ära des Sozialistischen Realismus zurück. Sie fasst hierbei diese kulturelle Richtung sowohl als Methode als auch als institutionelles System auf.

## Stipendien (Auswahl)
- 2008 Stipendium des Leipzig International Art Programme
- 2009 Künstlerhaus Villa Waldberta, München
- 2011 Atelierstipendium Landis+Gyr-Stiftung, Zug[11]
- 2012 a-i-r Laboratory, Warschau
- 2014 Artist in Residence am Hanse-Wissenschaftskolleg, Delmenhorst[12]
- 2015 Artist in Residence, Kultur Kontakt, Wien
- 2022 Sonderstipendium des Freistaates Bayern und des Internationalen Künstlerhauses Villa Concordia in Bamberg[13]

## Ausstellungen

### Einzelausstellungen (Auswahl)
- 2009 Zeugenschaft der Dinge – mit Kunstaktion, galerieGEDOKmuc, München[3]
- 2014 State of things, Espace Croix-Baragnon, Toulouse
- 2016 The Exhibition, PinchukArtCentre in Kiew
- 2018 Background mode, Galerie Eigen + Art in Leipzig
- 2020 Bodies in the Distance, Skala Gallery in Posen
- 2020 Images from Abroad, Galerie Eigen + Art in Berlin[14]
- 2021 Lada Nakonechna Disciplined Vision, Nationales Kunstmuseum der Ukraine in Kiew
- 2022 Studium des Menschen, Galerie Eigen + Art in Leipzig
- 2024 Below Ground Level, Galerie Eigen + Art in Berlin[15]

### Gruppenausstellungen (Auswahl)
- 2008 Fresh Blood, Ausstellung mit Alewtyna Kachidse, Galerie Diehl, Berlin
- 2015 Politics of Form, Galerie für Zeitgenössische Kunst in Leipzig[16]
- 2019 Listen to us – Artistic Intelligence, Art Collection Telekom an verschiedenen Orten in Plowdiw[17]
- 2024 Zeichnung. Idee - Geste - Raum, Situation Kunst (für Max Imdahl), Kunstsammlungen der Ruhr-Universität Bochum